# Modulation par déplacement d'amplitude
Pour les articles homonymes, voir MDA et ASK.
La modulation par déplacement d'amplitude (MDA), appelée en anglais amplitude-shift keying (ASK), est un type de modulation numérique dans lequel l'amplitude du signal modulé varie.